# Kościół Najświętszej Maryi Panny Królowej Polski w Czernicy
Kościół Najświętszej Maryi Panny Królowej Polski w Czernicy – rzymskokatolicki kościół parafialny zlokalizowany we wsi Czernica (powiat rybnicki, województwo śląskie). Funkcjonuje przy nim parafia Najświętszej Maryi Panny Królowej Polski.

## Historia

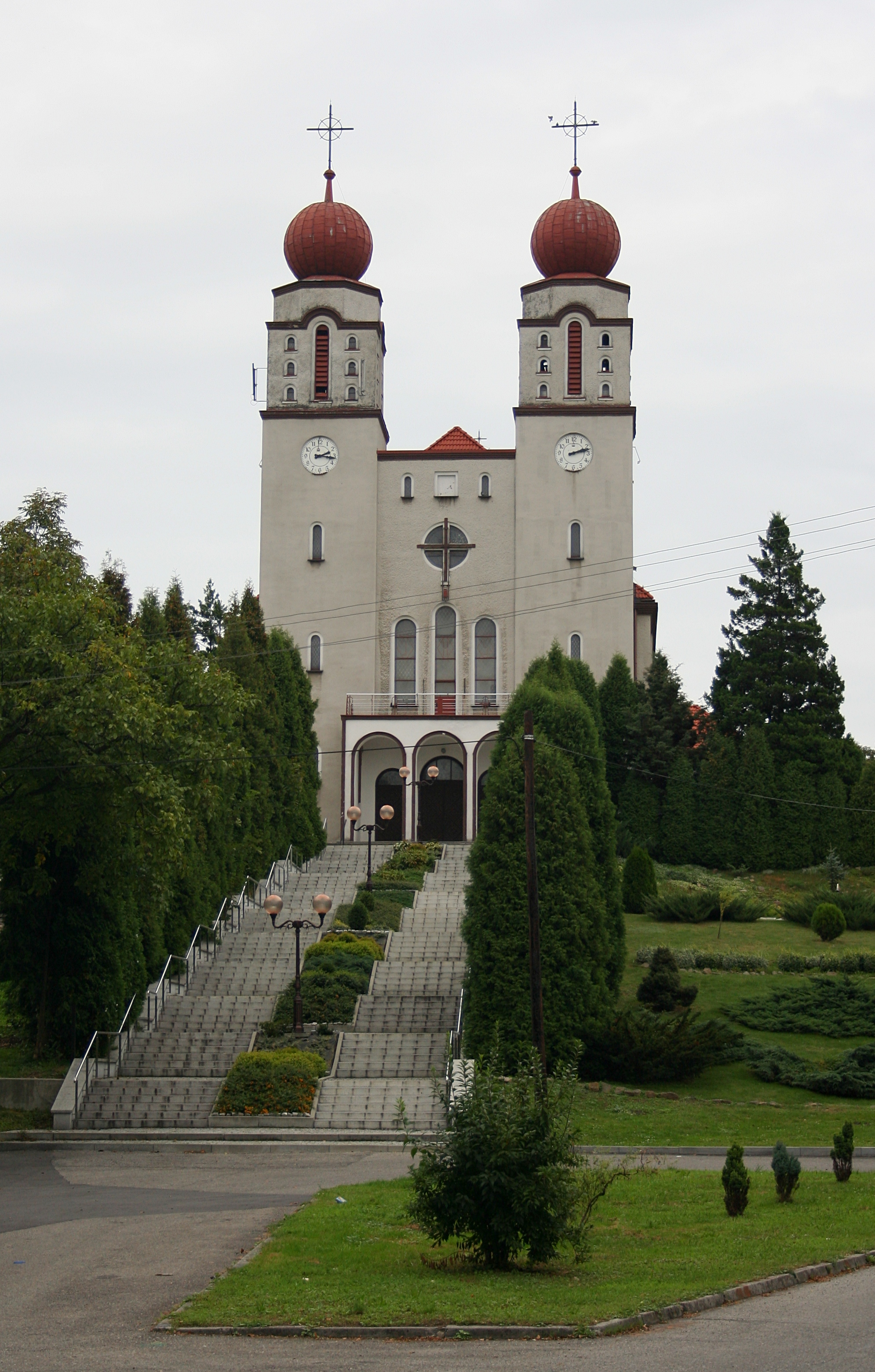
Elewacja wejściowa

Do 1945 wieś należała do parafii w Pstrążnej. Jednak już od 1900 mieszkańcy Czernicy i Łukowa Śląskiego proponowali budowę własnego kościoła i erygowanie parafii, jednak proboszcz parafii w Pstrążnej obawiał się uszczuplenia jej potencjału, a ludność Czernicy nie posiadała wystarczającej siły przebicia, choć właściciele miejscowych zakładów zgromadzili pewną kwotę na budowę (w czasie I wojny światowej środki wykorzystano na pożyczkę wojenną). W okresie międzywojennym nadal nie udało się urzeczywistnić planu budowy we wsi świątyni. Dopiero po 1945, po objęciu stanowiska naczelnika gminy przez Juliusza Fojcika, zaczęto ponownie dyskutować sprawę budowy. Jako że gmina wyszła z działań II wojny światowej bez większych zniszczeń i z wdzięczności za przywrócenie wolności postanowiono zbudować kościół-pomnik pod wezwaniem Matki Boskiej Królowej Korony Polskiej.
W 1945 rybnicki Urząd Ziemski udostępnił parafianom budynek dawnej gospody, stanowiący część opuszczonego i zdewastowanego majątku po baronie von Roth, administrowanego wcześniej przez dzierżawcę Schlesingera. 3 maja 1945 wybrano Komitet Budowy Kościoła, którego przewodniczącym został Juliusz Fojcik. Gospodę wyremontowano głównie dzięki datkom i pracy lokalnej społeczności. 13 sierpnia 1945 roboty ukończono, a 15 sierpnia 1945 obiekt poświęcono. 
Jesienią 1945, w trakcie parcelacji majątku von Rotha, przyznano parafii działkę o powierzchni 2,25 hektara, pod budowę nowego kościoła i cmentarza. W 1948 rozpoczęto budowę obecnej świątyni, w dużej mierze w oparciu o bezpłatną pracę i darowizny parafian. 18 czerwca 1950 poświęcono kamień węgielny. Z powodu braków cegły sprowadzono do Czernicy maszynę do jej wytwarzania, tak aby ukończyć zakrystię i dom parafialny. 17 czerwca 1951 przystąpiono do poświęcenia krzyży wieżowych i wciągnięcia ich na obie wieże. Codziennie przy budowie pracowało bezpłatnie około 30–50 osób, mimo że władze komunistyczne utrudniały działania, a w 1951 aresztowały proboszcza Pawła Misia. Za oficjalną datę poświęcenia kościoła przyjmuje się 3 maja 1953.

## Otoczenie
Przy kościele znajdują się:
- pomnik powstańców śląskich,
- nagrobek Jana Barcioka, powstańca śląskiego zamordowanego przez Niemców we wrześniu 1939,
- nagrobek proboszcza Jana Kapołki (1919–2001, probostwo w Czernicy w latach 1963–1987)[3].

## Galeria

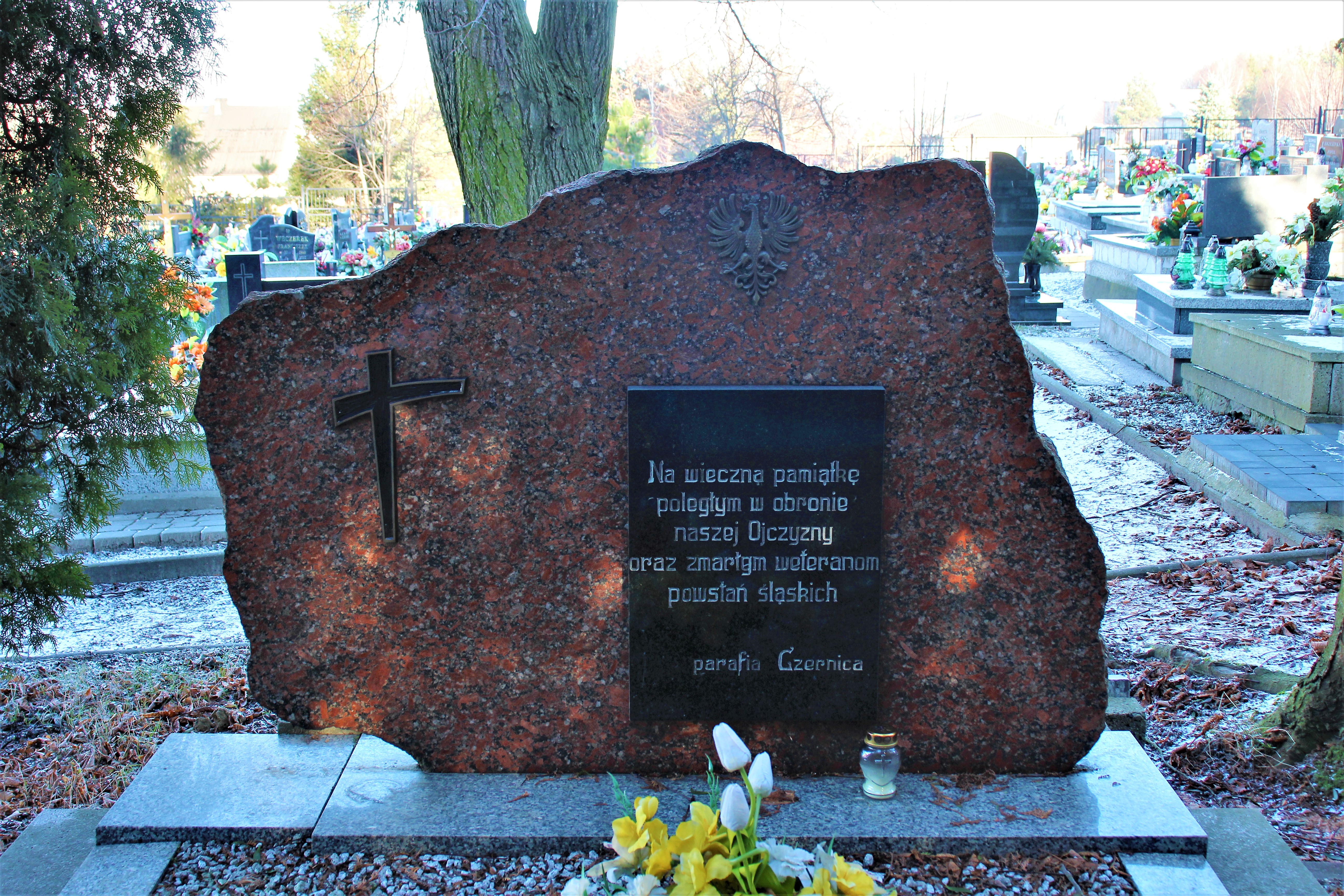
Pomnik powstańców śląskich
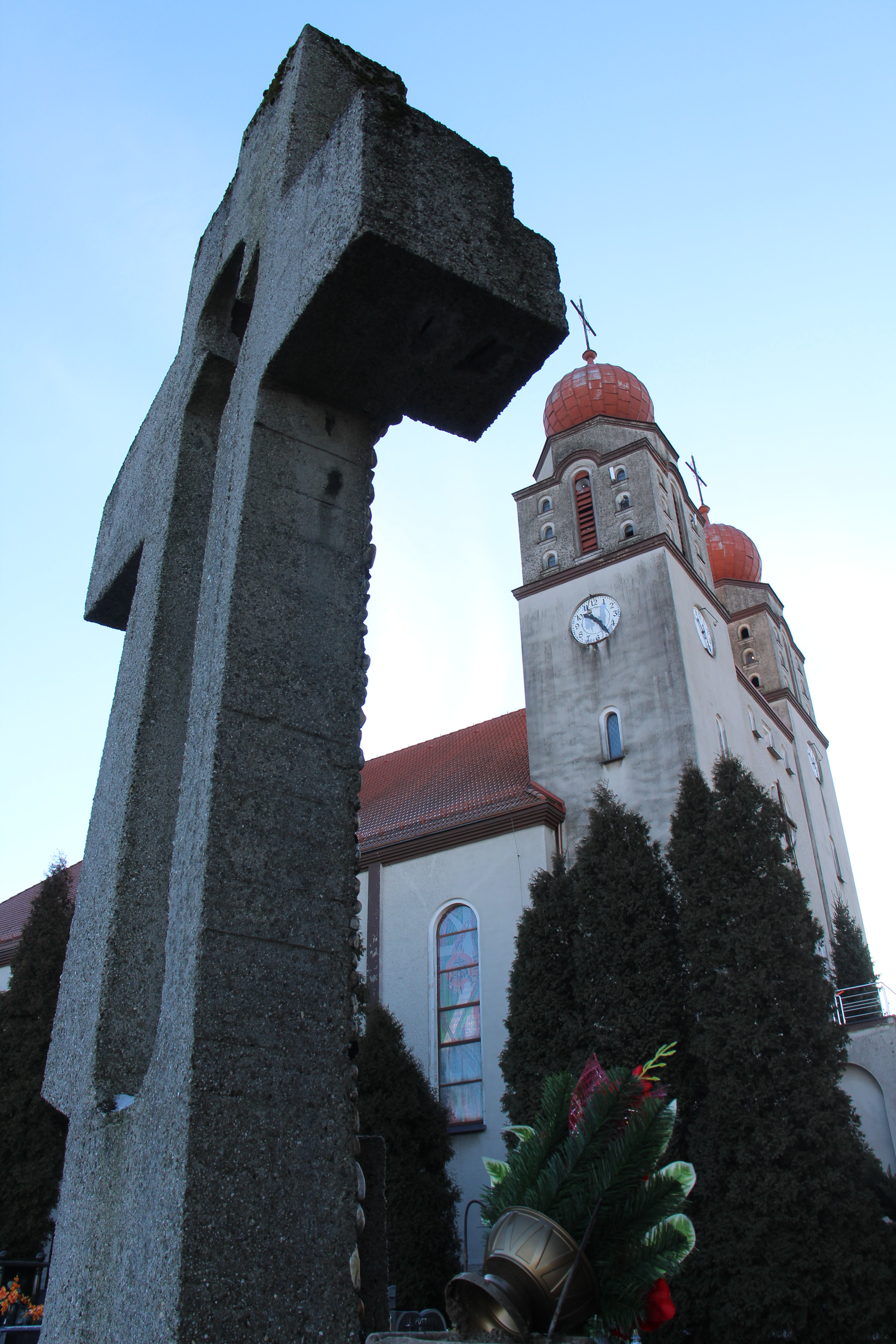
Krzyż cmentarny